# الاستخدامات البشرية للحيوانات

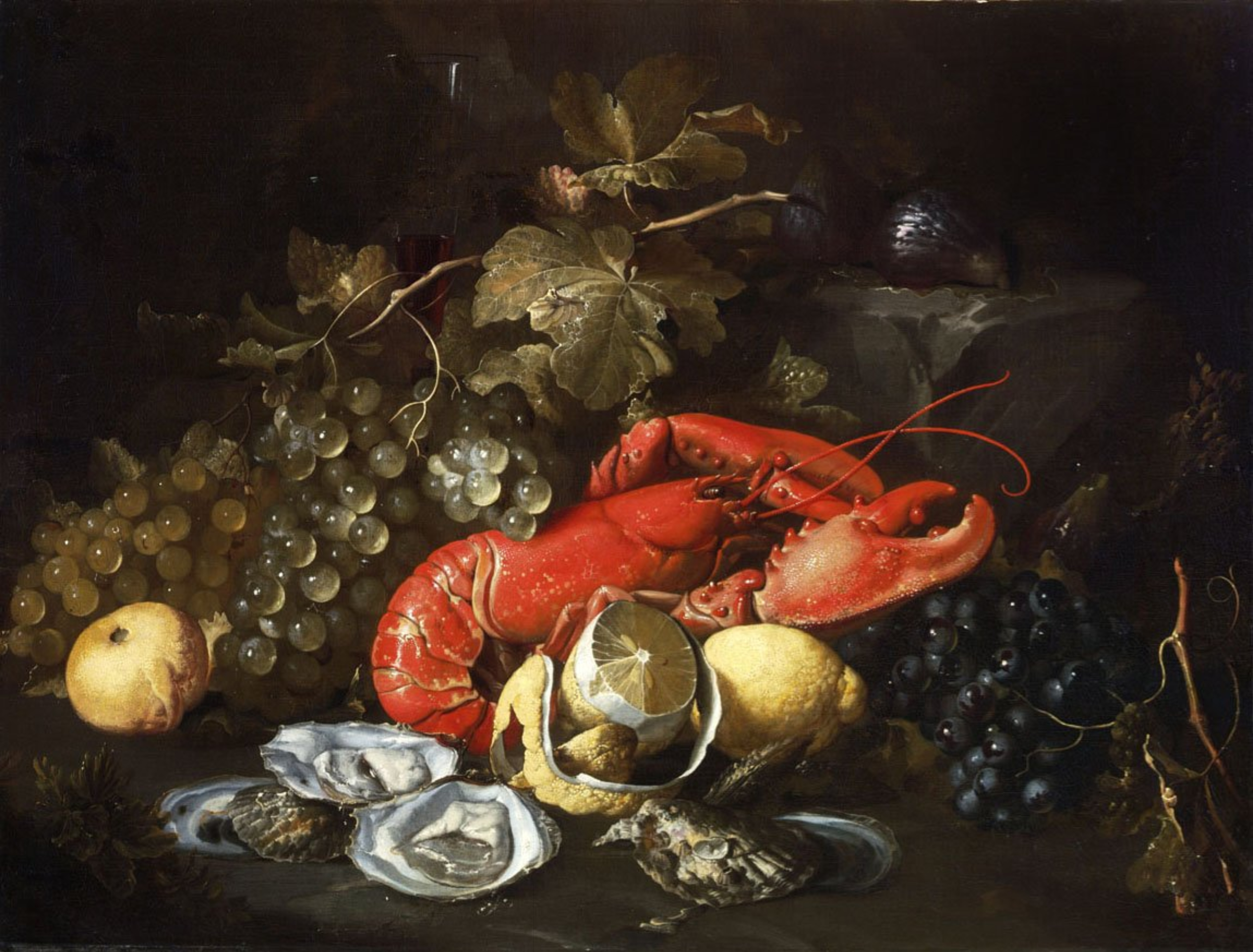
الاستخدام الرمزي: طبيعة صامتة مع جراد البحر والمحار بواسطة ألكسندر كوزيمانز، حوالي عام 1660

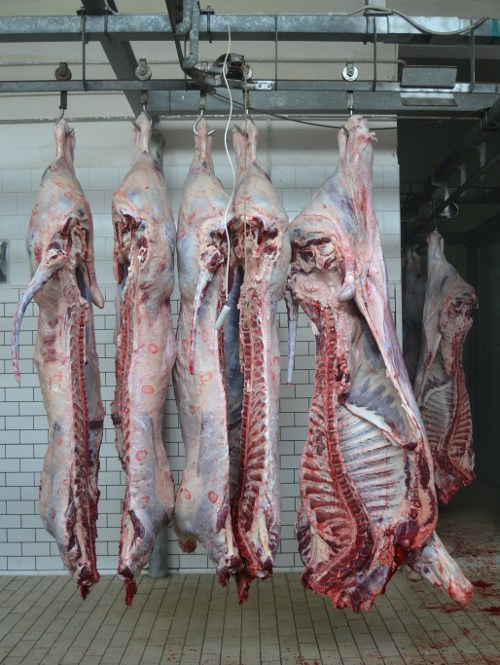
الاستخدام العملي: ذبيحة الماشية في المسلخ

الاستخدامات البشرية للحيوانات تتنوع طرق استخدامات البشر للحيوانات ما بين: الاستخدامات العملية، مثل إنتاج الغذاء وإنتاج الملابس، والاستخدامات الرمزية، كما في الفن والأدب والأساطير والدين. والتي تمثل عناصر الثقافة بمعناها الواسع. واستخدام الحيوانات بهذه الطرق يتضمن أيضًا الأسماك والقشريات والحشرات والرخويات والثدييات والطيور.
اقتصاديًا، يمكن القول: أن الحيوانات توفر اللحوم، سواء التي تُجلب من المزارع أو التي تُصطاد. كانت الثدييات الأرضية قبل ظهور وسائل النقل الآلية توفر الجزء الأكبر من الطاقة المستخدمة في النقل والعمل. كما أن الحيوانات تُستخدم أيضًا نماذجًا في الأبحاث البيولوجية، مثل علم الوراثة، واختبار الأدوية.
تُقتنى العديد من أنواع الحيوانات بوصفها حيوانات أليفة، وأكثرها شيوعًا هي الثدييات، وخاصة الكلاب والقطط. والتي غالبًا ما يُنظر إليها بوصفها جزءًا من الأسرة.
تُعد حيوانات مثل الخيول والغزلان من أقدم الموضوعات في المجال الفني، حيث وُجدت صورها في لوحات الكهوف التي تعود إلى العصر الحجري القديم العلوي، مثل تلك الموجودة في كهف لاسكو. وقد تميز كبار الفنانين، أمثال ألبرخت دورر، وجورج ستابس، وإدوين لاندسير بلوحاتهم التي ركزت على رسم الحيوانات. إلى جانب ذلك، تلعب الحيوانات أدوارًا متنوعة في الأدب، والأفلام، والأساطير، والدين.

## السياق
الثقافة هي مجموعة من السلوكيات الاجتماعية والأعراف التي تسود في المجتمعات البشرية والتي تنتقل من خلال التعلم الاجتماعي. والثقافية العالمية في كل المجتمعات البشرية تتضمن أشكالاً تعبيرية من قبيل: الفن، الموسيقى، الرقص، الطقوس، الدين، والتقانة مثل استخدام الأدوات، الطبخ،المأوى،والملابس. مفهوم الثقافة المادية يشمل مصطلحات التكنولوجيا، الهندسة المعمارية والفن، في حين تشمل الثقافة غير المادية مبادئ التنظيم الاجتماعي، الميثولوجيا (علم الأساطير)، الفلسفة، الأدب، والعلوم. درس علم الأنثروبولوجيا بشكل تقليدي أدوار الحيوانات غير البشرية في الثقافة البشرية بطريقتين متعارضتين: الأولى بوصفها موارد مادية يستخدمها البشر؛ والثانية بوصفها رموز أو مفاهيم من خلال الطوطمية والروحانية. في الآونة الأخيرة، رأى علماء الأنثروبولوجيا أيضًا أن الحيوانات الأخرى تشارك في التفاعلات الاجتماعية البشرية. وهذه المقالة تتناول الأدوار التي تلعبها الحيوانات الأخرى في الثقافة البشرية، كما هو محدد، سواء من الناحية العملية أو من الناحية الرمزية.

## الاستخدامات العملية

### بوصفها غذاء

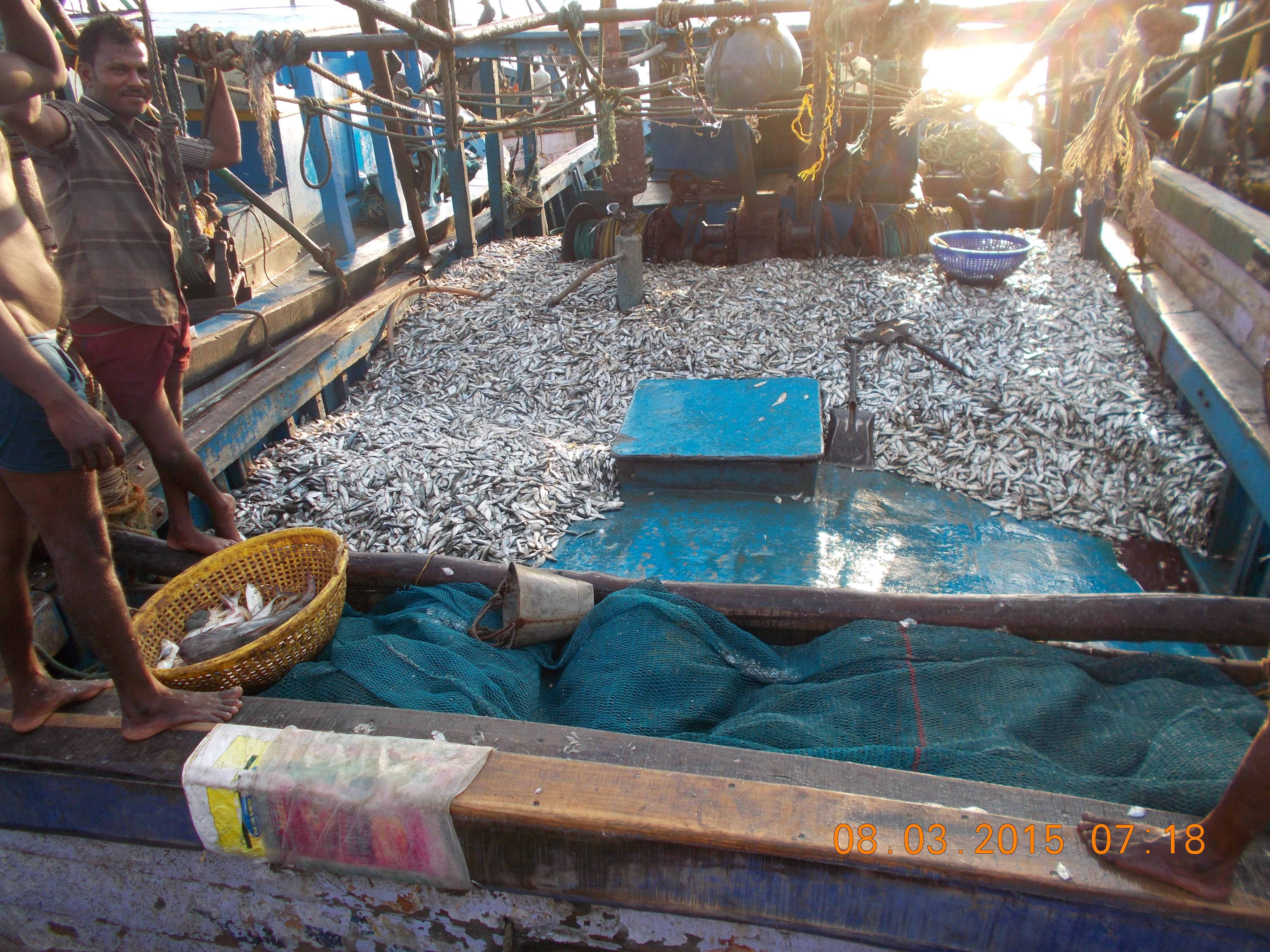
سفينة صيد تقليدية مليئة بالسردين، الهند

يستغل البشر عددًا كبيرًا من أنواع الحيوانات، من أجل الحصول على الغذاء، من خلال كل من: أصناف الماشية المستأنسة، وبشكل أساسي في البحر، أو من خلال صيد الأنواع البرية.
الأسماك البحرية بأنواعها المتعددة، مثل الرنجة، سمك القد، التونة، الماكريل، والأنشوجة، يتم صيدها لأعراض تجارية، كما أنها يمكن أن تشكل جانبًا مهمًا من النظام الغذائي البشري، لما تتضمنه من بروتين وأحماض دهنية. وتُركّز مزارع الأسماك التجارية على العدد الصغير من هذه الأنواع، بما في ذلك سمك السلمون والكارب.
اللافقاريات بما تضمنه من رأسيات الأرجل مثل: الحبار، الأخطبوط ؛ والقشريات مثل: الروبيان، سرطان البحر، والكركند؛ والرخويات ذوات الصدفتين أو البطنقدميات مثل: المحار، والقواقع والرخويات الحلزونية. جميعها يتم أصطيادها أو تربيها من أجل الغذاء.
في جميع أنحاء العالم تشكل الثدييات الجزء الأكبر من الماشية التي يتم تربيتها من أجل الحصول على اللحوم. ويبلغ عددها في (2011) حوالي 1.4 مليار رأس من الماشية، و1.2 مليار رأس من الأغنام، ومليار من الخنازير الأليفة، وفي (1985) بلغ العدد أكثر من 700 مليون أرنب.

### من أجل الحصول على الملابس والمنسوجات
غالبًا ما تكون المنسوجات من الأكثر فائدة إلى الأكثر فخامة مصنوعة من ألياف حيوانية مثل الصوف، وشعر الإبل، والأنقرة، والكشمير، والموهير. لقد استخدم الصيادون وجامعو الثمار أوتار الحيوانات بوصفها أربطة. ويتم استخدام الجلود من الأبقار والخنازير وأنواع أخرى على نطاق واسع في صناعة الأحذية وحقائب اليد والأحزمة والعديد من العناصر الأخرى. ويتم اصطياد حيوانات أخرى وتربيتها من أجل الحصول على فرائها، وذلك لتصنيع أشياء مثل المعاطف والقبعات، والتي تتراوح مرة أخرى من الأشياء الدافئة والعملية إلى الأكثر أناقة وتكلفة. كما كان يتم تداول الثعابين والزواحف الأخرى بعشرات الآلاف كل عام، وذلك من أجل تلبية الطلب على الجلود الغريبة؛ جانب من هذه التجارة يتصف بأنه قانوني ومستدام، وجانب آخر غير قانوني وغير مستدام، ولكن بالنسبة للعديد من الأنواع لا تتوفر بيانات كافية لاتخاذ قرار في أي من الأتجاهين.

الأصباغ بما في ذلك القرمزي ( الدودة القرمزية )، واللك، والكيرمس تم تصنيعها من أجسام الحشرات. وفي العصور الكلاسيكية كان يتم استخراج اللون الأرجواني من قواقع البحر مثل Stramonita haemastoma ( Muricidae مريقيات ) وذلك من أجل ملابس العائلة المالكة، كما هو مسجل من قبل الفيلسوف اليوناني أرسطو والمؤرخ الروماني بلينيوس الأكبر.

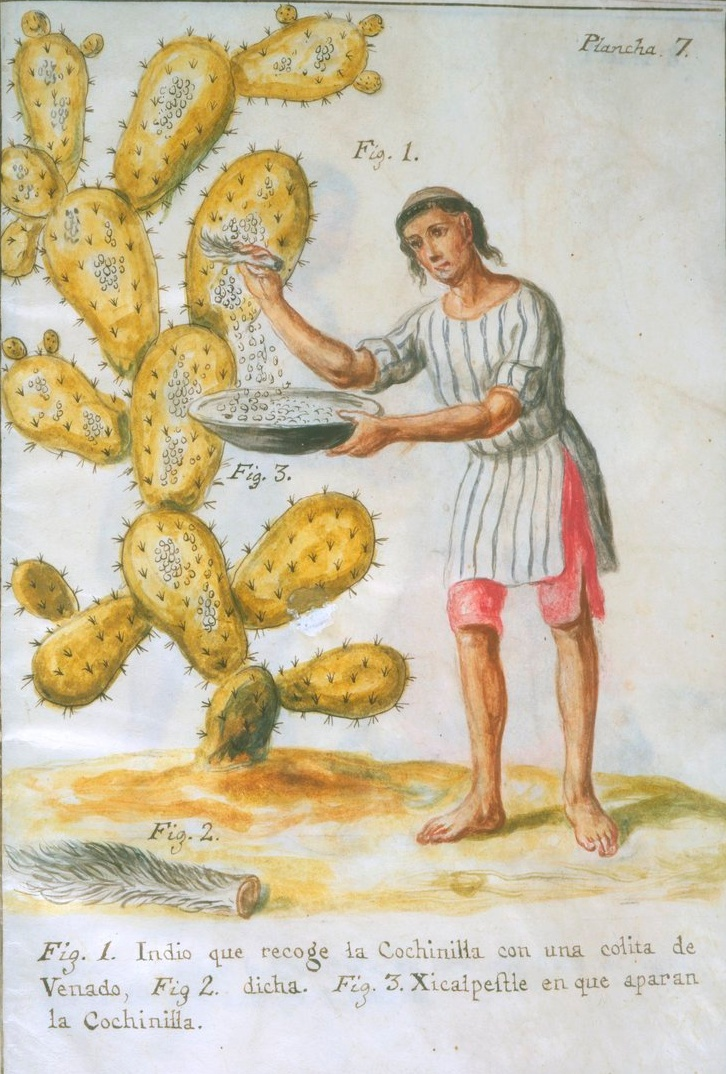
الصِبغة حيوانية:حشرات قرمزية قشريةتم جمعها منشجرة المالايا، 1777
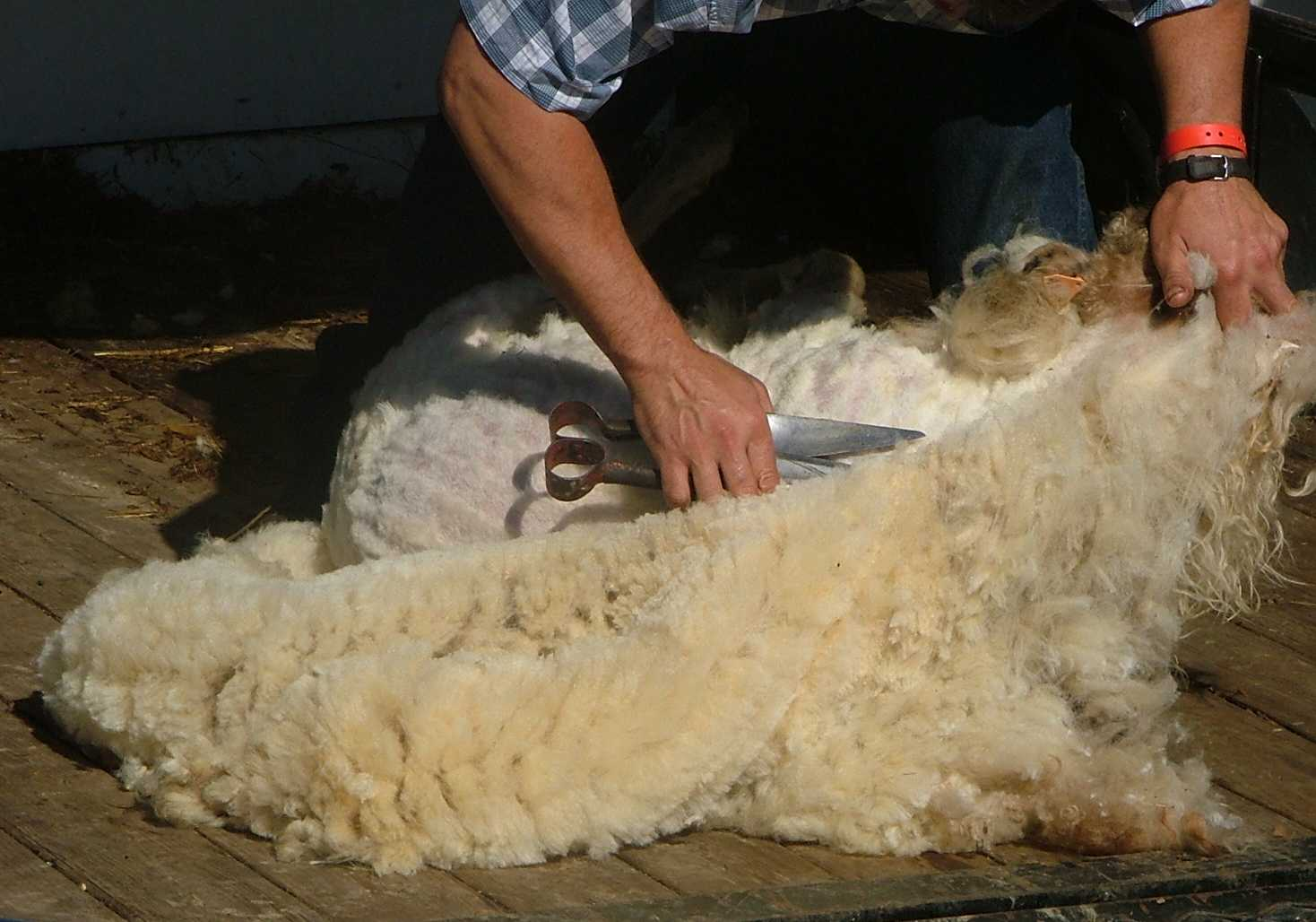
خروف يتم قص صوفه باستخدام المقصات التقليدية

### للعمل والنقل

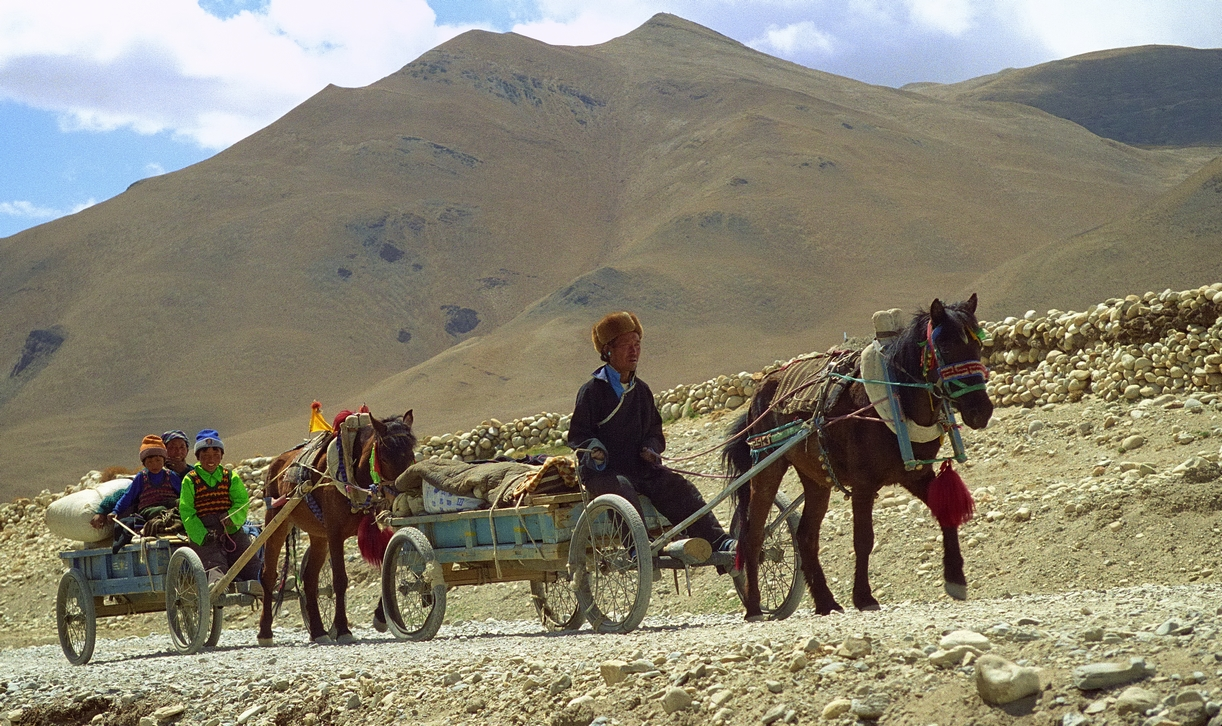
خيول تسحب العربات في التبت

الحيوانات الأليفة العاملة بما في ذلك الأبقار، والخيول، وثيران التبت، والجمال، والفيلة تم استخدامها في العمل والنقل منذ أن وجدت الزراعة، غير أن أعدادها قد تناقصت مع وصول وسائل النقل الميكانيكية والآلات الزراعية. وفي عام 2004 كانت لا تزال هذه الحيوانات توفر نحو 80% من الطاقة للمزارع الصغيرة في العالم الثالث، وحوالي 20% من وسائل النقل في العالم، وبشكل اساسي في المناطق الريفية. وكذلك في المناطق الجبلية غير المناسبة للمركبات ذات العجلات، استمرت الحيوانات في نقل البضائع.
رجال الشرطة والجيش وموظفو الهجرة والجمارك، يقومون بأستخدام الكلاب والخيول لأداء مجموعة متنوعة من المهام التي لا يمكن للبشر القيام بها. في بعض الحالات تم أيضًا استخدام الفئران الذكية.

### في العلوم

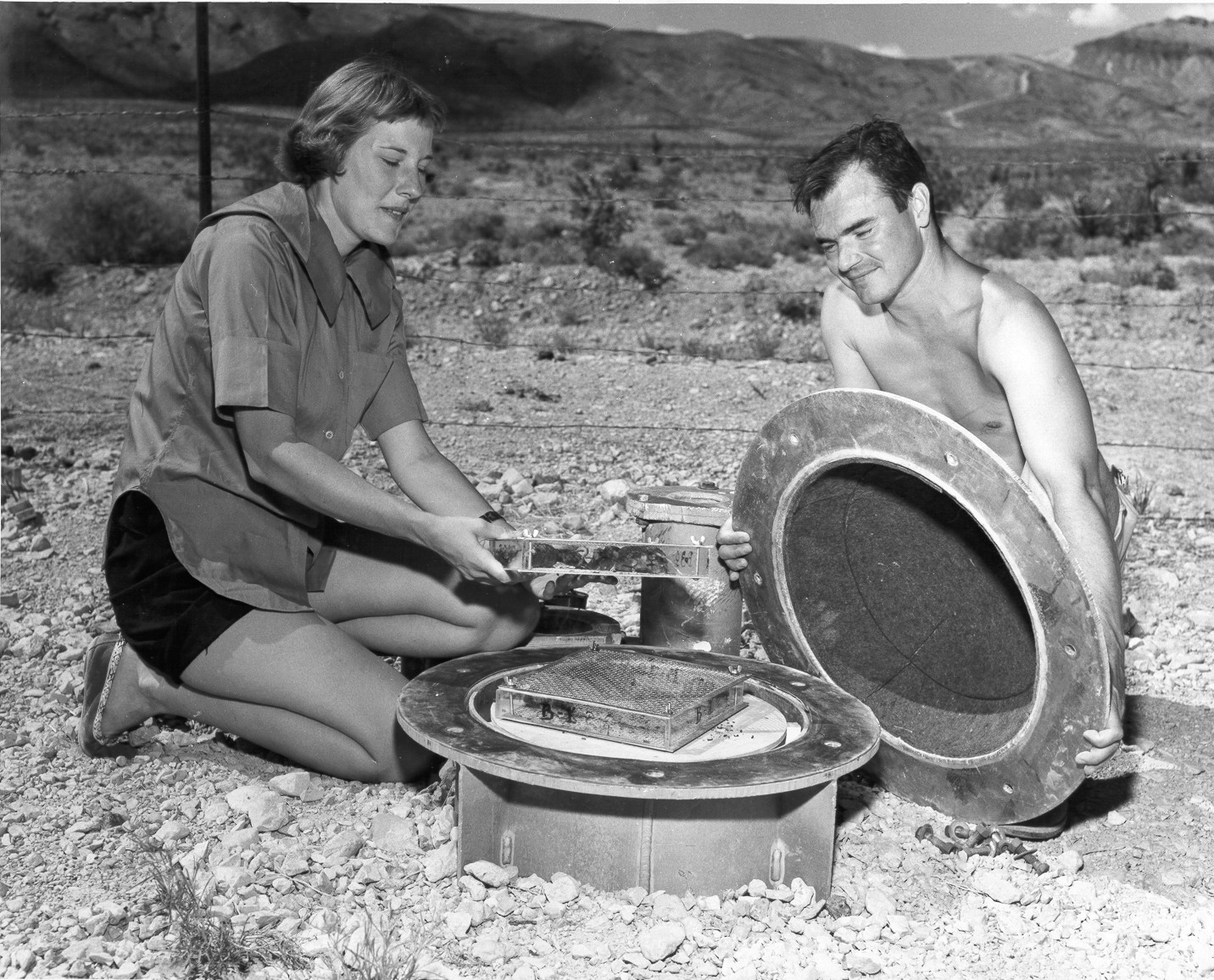
فئران معملية يتم تحضيرها لاختبار الإشعاع في لوس ألاموس عام 1957

تؤدي حيوانات مثل ذبابة الفاكهة (دروسوفيلا ميلانوجاستر)، وسمك الزرد، والدجاج، والفأر المنزلي، دورًا رئيسًا في العلوم بوصفها نماذج تجريبية، حيث يتم استغلالها في كل من الأبحاث البيولوجية الأساسية، مثل علم الوراثة، وكذلك في تطوير الأدوية الجديدة، والتي يجب اختبارها بشكل شامل لإثبات سلامتها قبل استخدامها. وكل عام يتم استخدام ملايين الثدييات، وخاصة الفئران والجرذان، في التجارب العلمية.
الفأر معطل الجين هو فأر معدّل وراثيًا بجين غير نشط، أو تم استبداله أو تعطيله بقطعة اصطناعية من الحمض النووي. وهو ما يمكن من دراسة الجينات المتسلسلة غير معروفة الوظائف.

### في الطب

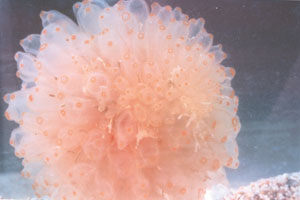
تنتج الغلالة Ecteinascidia turbinata دواء Yondelis المضاد للسرطان.

اللقاحات،تم تصنيعها باستخدام حيوانات أخرى وذلك منذ اكتشافها من قبل الطبيب الإنجليزي إدوارد جينر في القرن الثامن عشر. وقد أشار جينر إلى أن التطعيم بجدري البقر الحي يوفر الحماية ضد الجدري الأكثر خطورة. وفي القرن التاسع عشر، قام لويس باستور بتطوير لقاح مخفف ضد داء الكلب. وفي القرن العشرين، تم تطوير لقاحات ضد أمراض فيروسية من قبيل: النكاف وشلل الأطفال، وذلك من خلال استخدام خلايا حيوانية مزروعة في المختبر.
تعتمد مجموعة متزايدة من الأدوية على السموم والجزيئات الأخرى ذات الأصل حيواني. عقار السرطان Yondelis م عزلة من الغلالة Ecteinascidia turbinata. واحد من عشرات السموم التي ينتجها الحلزون المخروطي المفترس Conus geographus يتم اسخدامها كمسكن لتخفيف الألم.
تساعد الحيوانات المختلفة -دون قصد منهم- البشر في ابتكار دواء يمكنه علاج بعض الأمراض البشرية. فعلى سبيل المثال، تعد خصائص سم الثعبان المضادة للتخثر أساسية للاستخدام الطبي المحتمل. ويمكن استخدام هذه السموم لعلاج أمراض القلب، والانسداد الرئوي، والعديد من الأمراض الأخرى، والتي قد تنشأ جميعها من جلطات الدم. 

### في الصيد
يتم استخدام الحيوانات، والمنتجات المصنوعة منها، للمساعدة في الصيد. وقد استخدم البشر كلاب الصيد للمساعدة في مطاردة بعض الحيوانات مثل الغزلان، والذئاب، والثعالب؛ كما يتم استخدام الطيور الجارحة من النسور إلى الصقور الصغيرة في الصقارة، وذلك من أجل صيد الطيور أو الثدييات؛ كما أنه قد تم استخدام الغاقيات المربوطة لصيد الأسماك.
ضفادع السهام السامة من فصيلة Dendrobatid، وخاصة تلك التي تنتمي إلى جنس Phyllobates، تقوم بإفراز سموم مثل Pumiliotoxin 251D و Allopumiliotoxin 267A، وهي سموم قوية بما يكفي لاستخدامها في تسميم أطراف سهام أنابيب النفح.

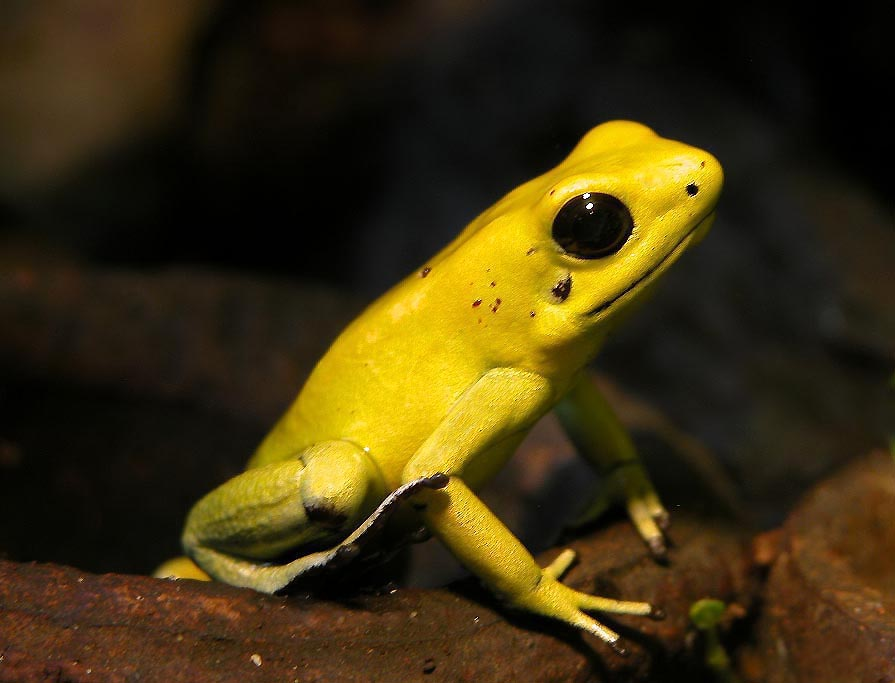
يفرزضفدع السهام السام،فيلوباتس تريبليس، سموم قوية لاستخدامها في توجيه سهام النفخ.
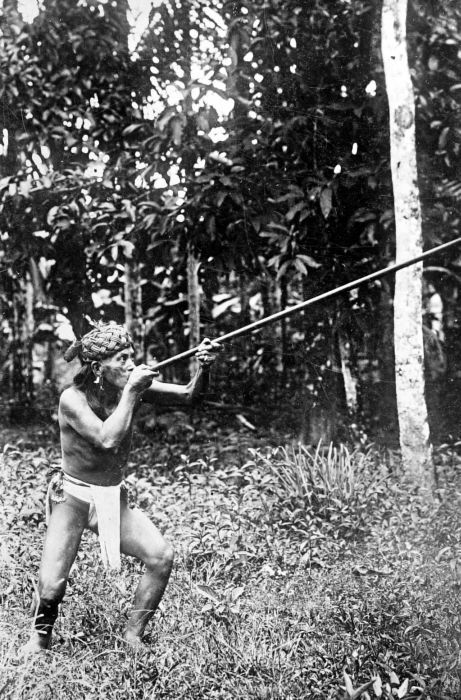
رجل داياك يصطاد باستخدام أنبوب قابل للنفخ

### بوصفها حيوانات أليفة

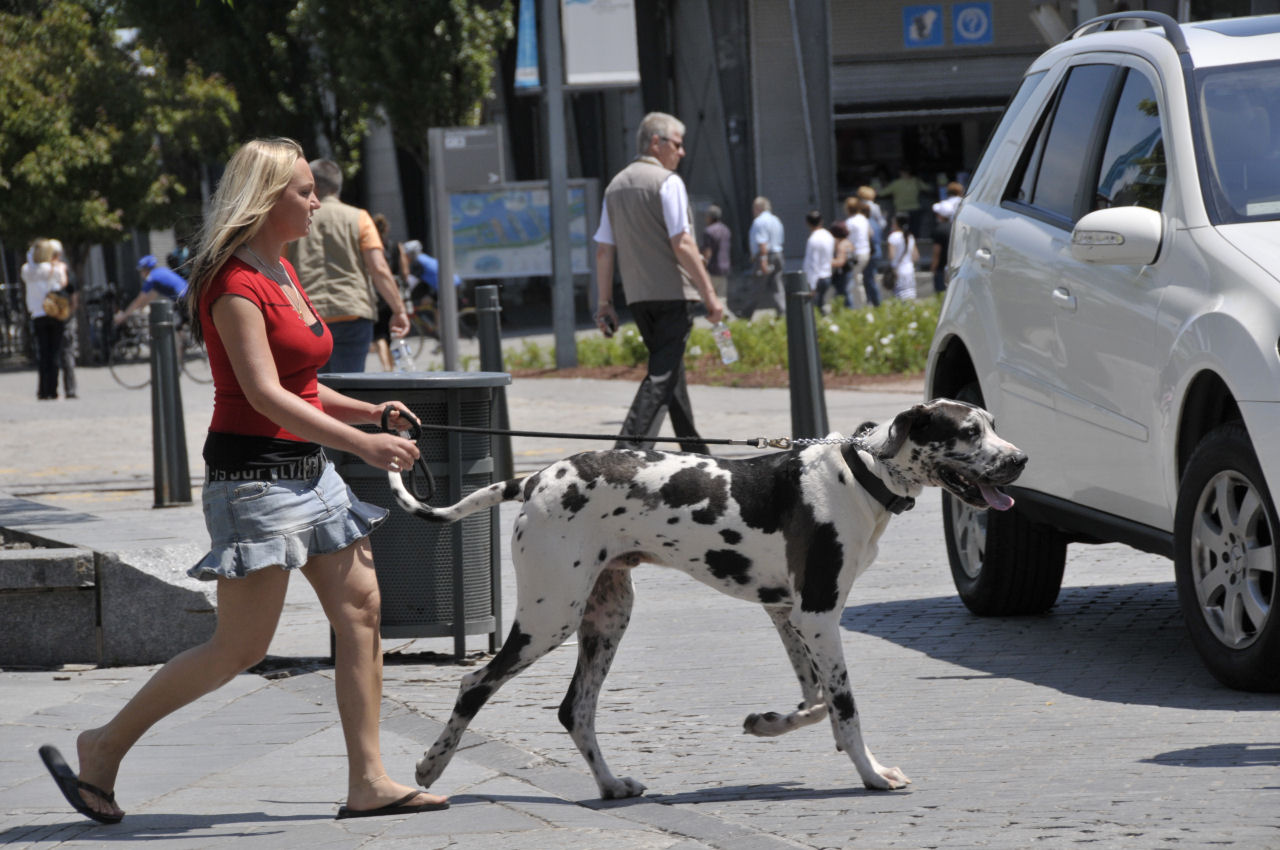
كلب أليف

يتم استخدام مجموعة كبيرة ومتنوعة من الحيوانات على أنها حيوانات أليفة، ومن بينها اللافقاريات مثل العناكب والأخطبوطات، والحشرات بما في ذلك حشرة فرس النبي، والزواحف مثل الثعابين والحرباء، والطيور بما في ذلك الكناري والببغاوات. وعلى الرغم من ذلك، فإن الثدييات تعتبر هي الحيوانات الأليفة الأكثر شعبية في العالم الغربي، والأنواع الأكثر استخداما منها تمثل في الكلاب والقطط والأرانب. وعلى سبيل المثال، كان هناك حوالي 78 مليون كلب، و86 مليون قطة، و3.5 مليون أرنب في الولايات المتحدة الأمريكية عام 2012م إن التجسيم، وهو إسناد السمات البشرية إلى الحيوانات، يمثل جانبًا مهمًا من الطريقة التي يتعامل بها البشر مع الحيوانات الأخرى مثل الحيوانات الأليفة. هناك توتر بين دور الحيوانات الأخرى بوصفها رفاق للبشر، وبين وجودهم كأفراد لديهم حقوق خاصة بهم؛ وتجاهل مثل هذه الحقوق هو شكل من أشكال التمييز على أساس النوع.

### للرياضة

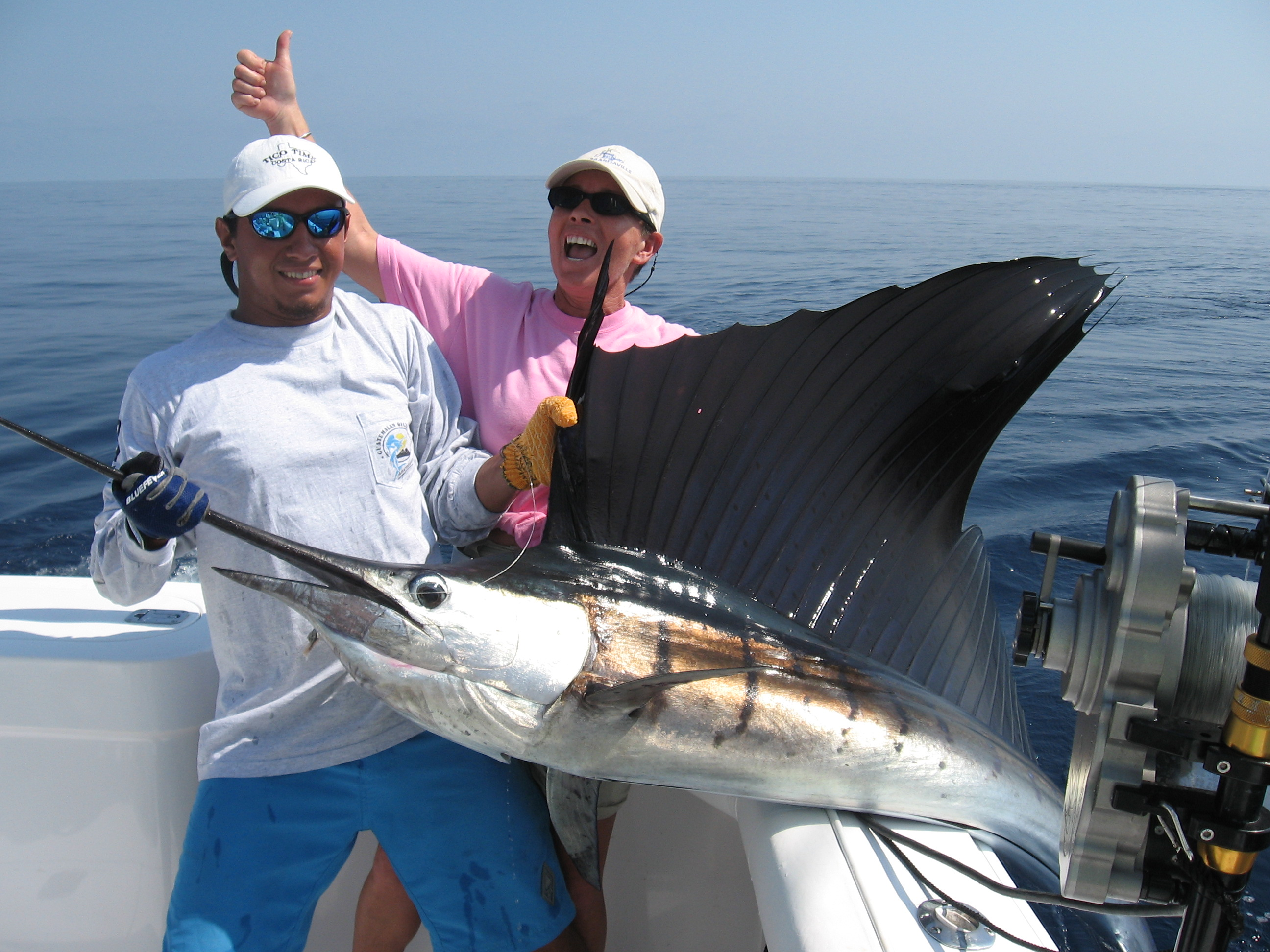
صيد السمك الترفيهي

مجموعة كبيرة ومتنوعة من الحيوانات البرية والمائية يتم اصطيادها من أجل الرياضة.
والحيوانات المائية التي يتم اصطيادها في أغلب الأحيان من أجل الرياضة، تتمثل في الأسماك، بما في ذلك أنواع عديدة من الحيوانات المفترسة البحرية الكبيرة مثل أسماك القرش والتونة، وكذلك الأسماك التي تعيش في المياه العذبة من قبيل: سمك السلمون المرقط والكارب (سمك الشبوط).
الطيور من قبيل: الحجل، الدراج، والبط، والثدييات من قبيل: الغزلان، والخنزير البري، كانت من بين الحيوانات البرية التي يتم اصطيادها في أغلب الأحيان من أجل الرياضة والطعام.

## الاستخدامات الرمزية

### في الفن
الحيوانات، وغالبًا الثدييات بالإضافة إلى الأسماك والحشرات( من بين مجموعات أخرى)،مثلت موضوعات الفن منذ أقدم العصور، سواء التاريخية منها، كما هو الحال في مصر القديمة، أو عصور ما قبل التاريخ، كما هو الحال في رسومات الكهوف في لاسكو ومواقع أخرى في دوردوني بفرنسا، وأماكن أخرى.الصور الشهيرة للحيوانات الأخرى تتضمن لوحة نقش وحيد القرن على الخشب الذي رسمه ألبرخت دورر عام 1515، ولوحة الحصان Whistlejacket التي رسمها الفنان البريطاني جورج ستابس عام 1762 تقريبًا.

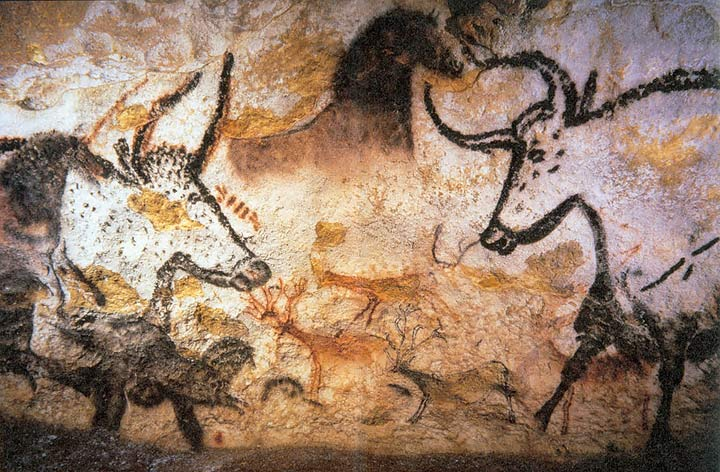
رسم كهفي من العصر الحجري القديم لحيوانات الأروكس والخيول والغزلان،لاسكو، يعود تاريخه إلى حوالي 17300 سنة
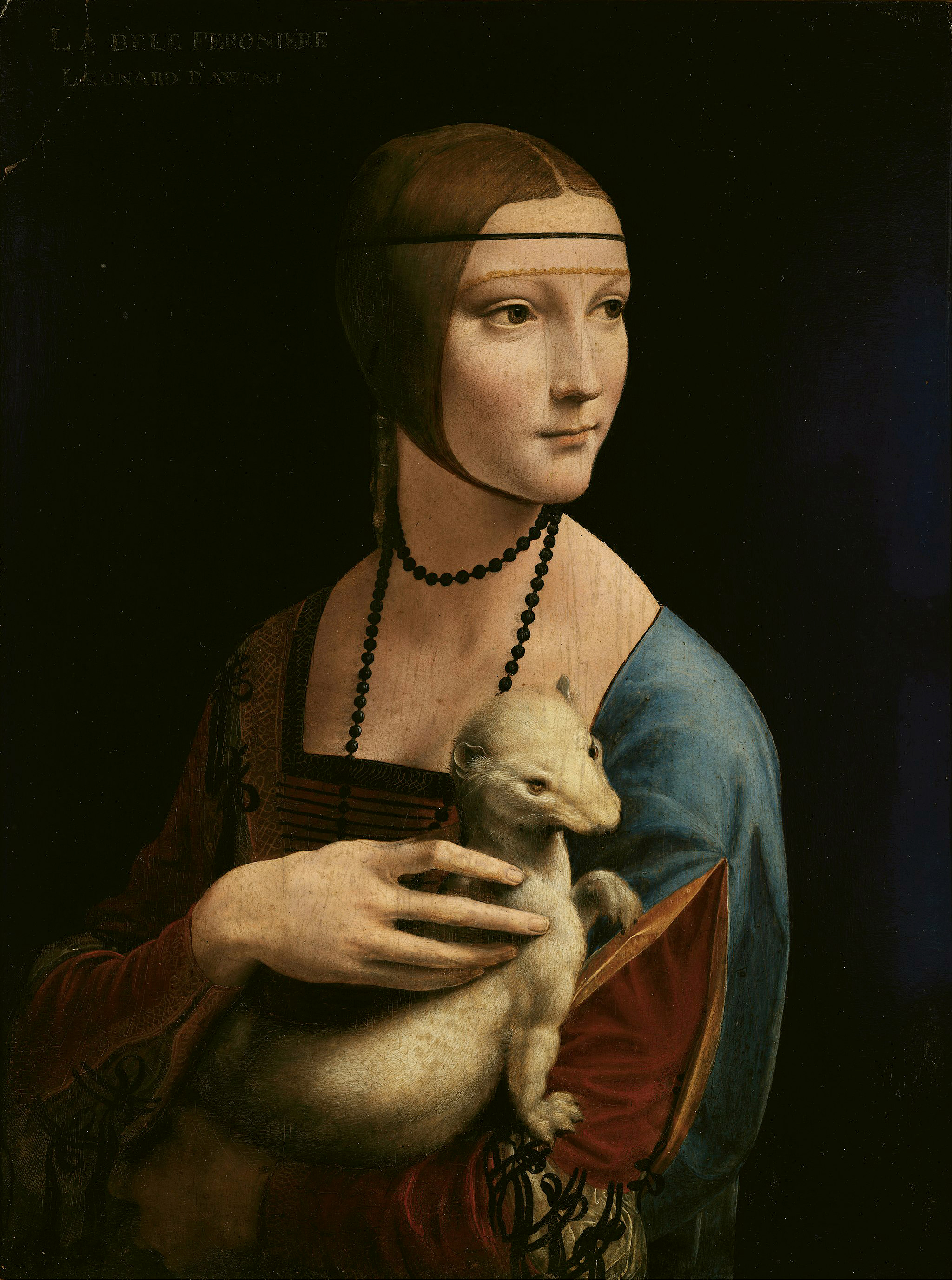
لوحةالسيدة ذات القاقم لليوناردو دافنشي، حوالي عام 1490
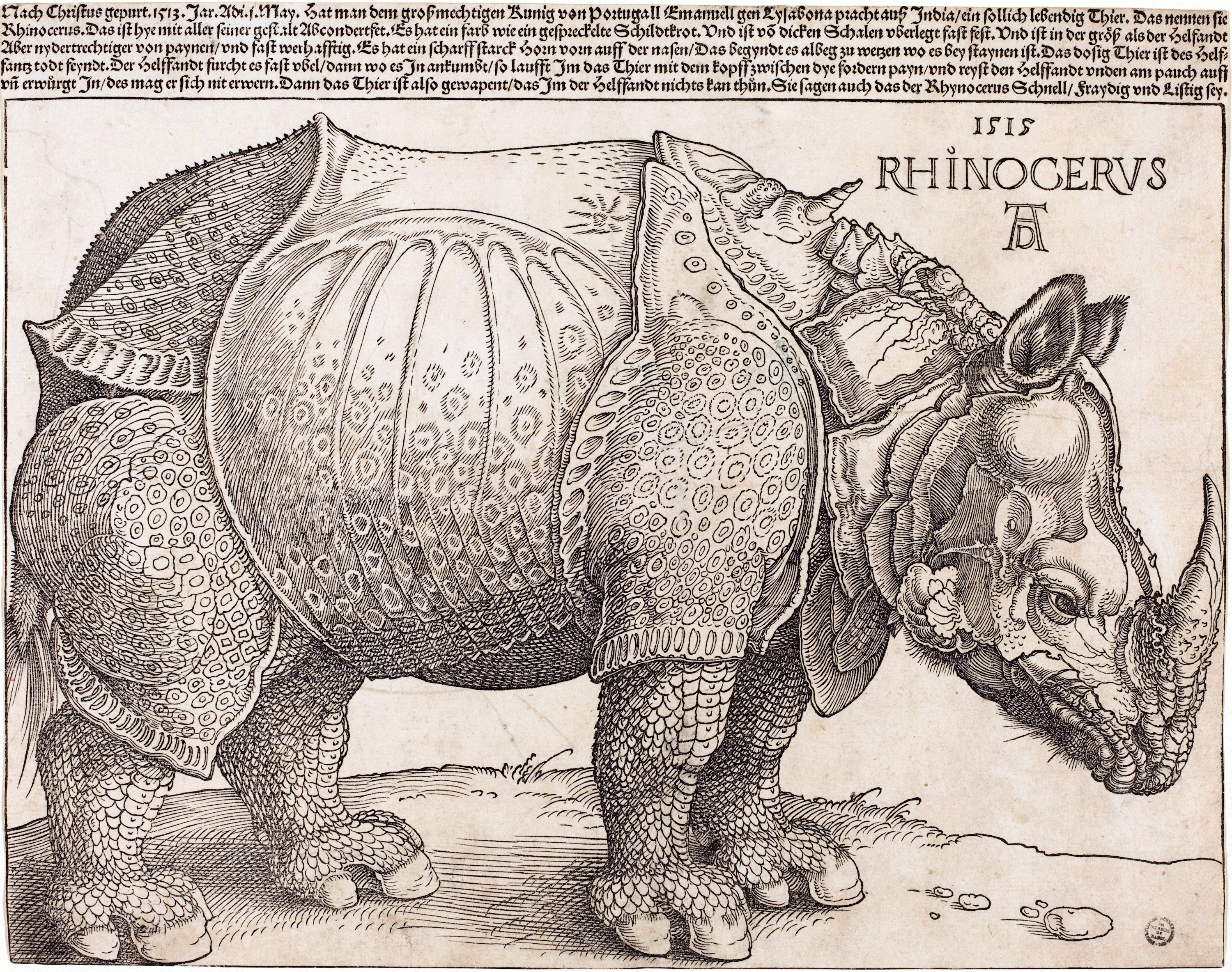
لوحة وحيد القرن لبرشت دوررعام 1515
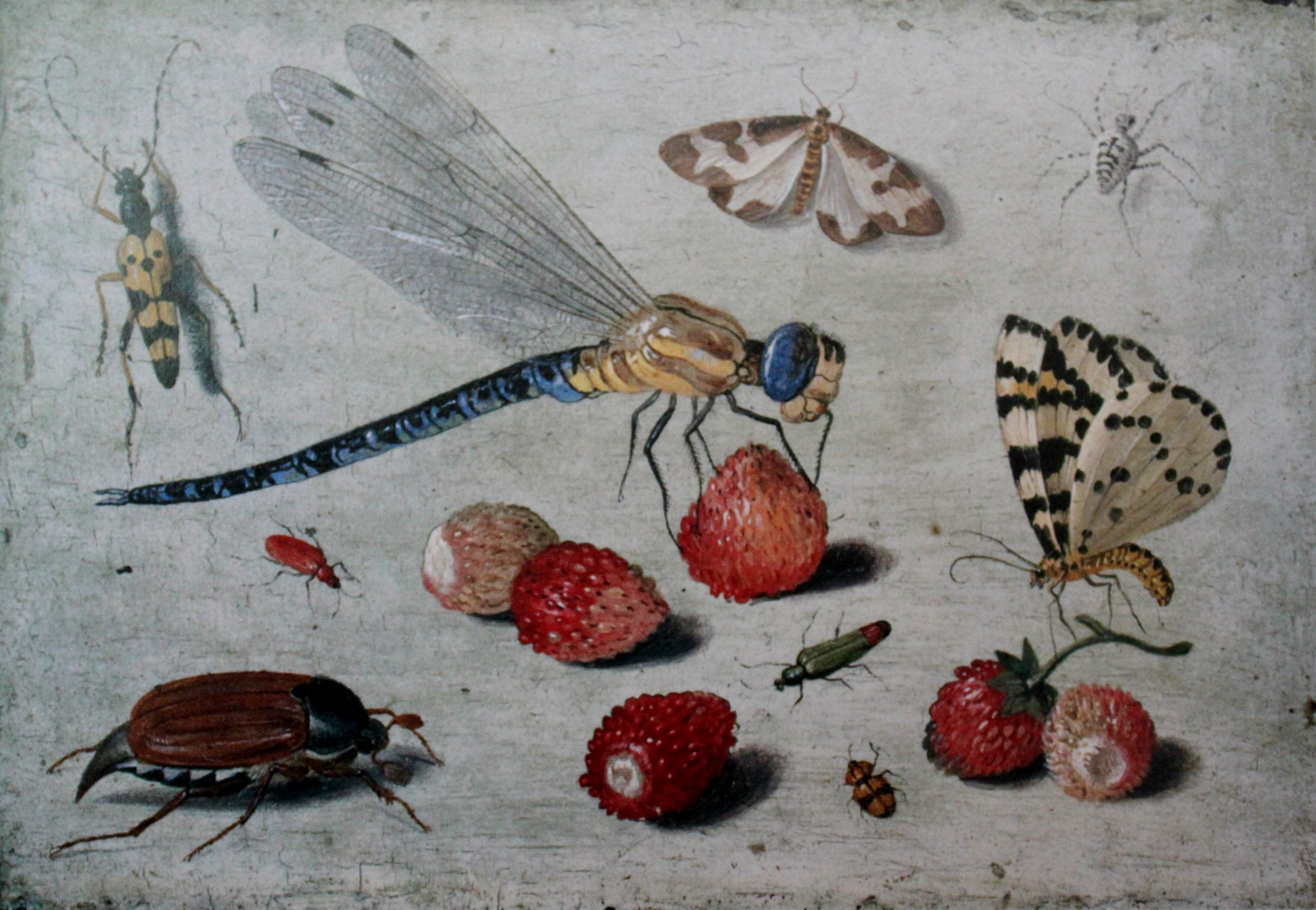
لوحة "يسوب، عثتان، عنكبوت بعض الخنافر" لجان فان كيسل، القرن السابع عشر
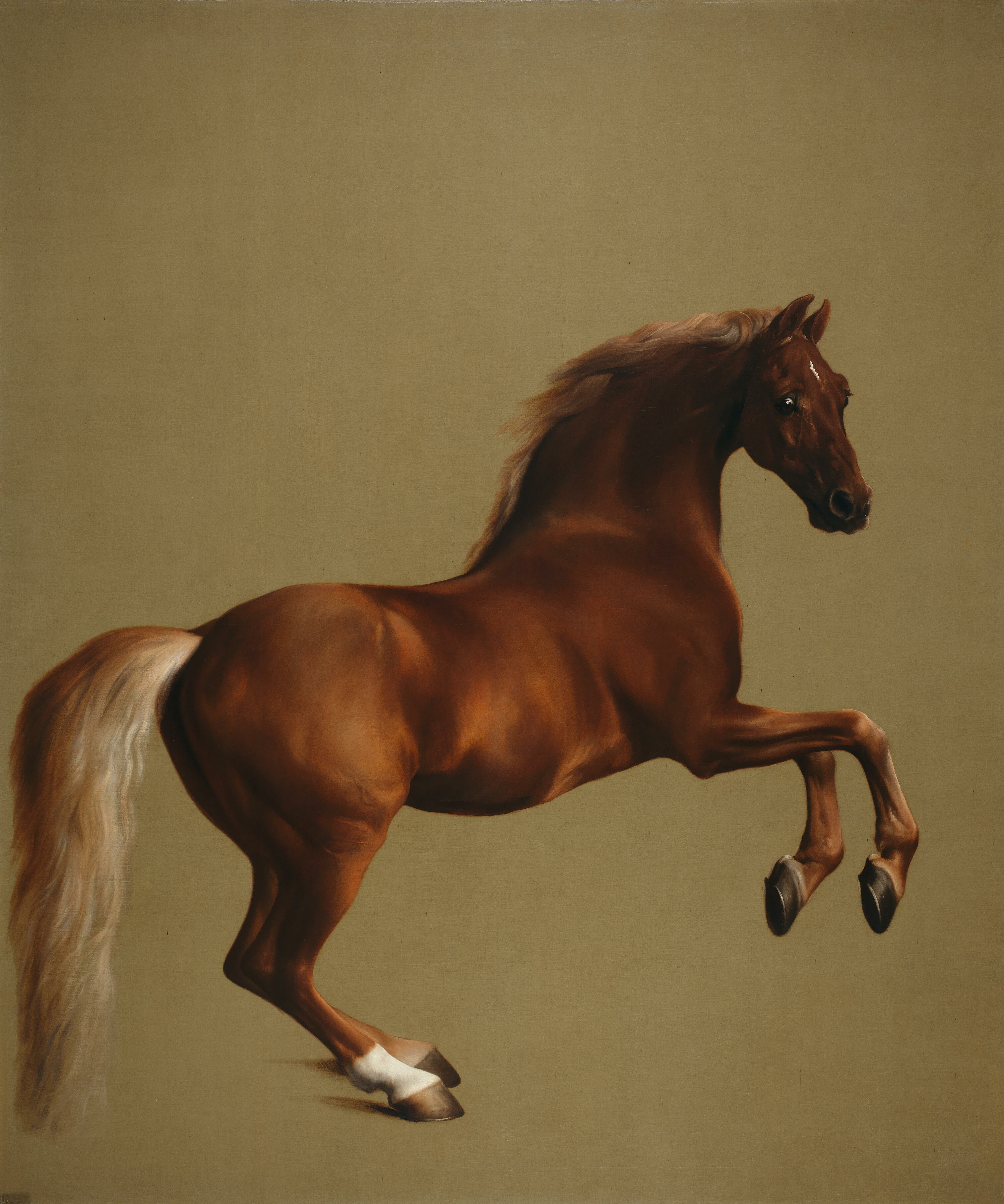
سترة صافيرة جورج ستابسمن عام 1762 تقريبًا
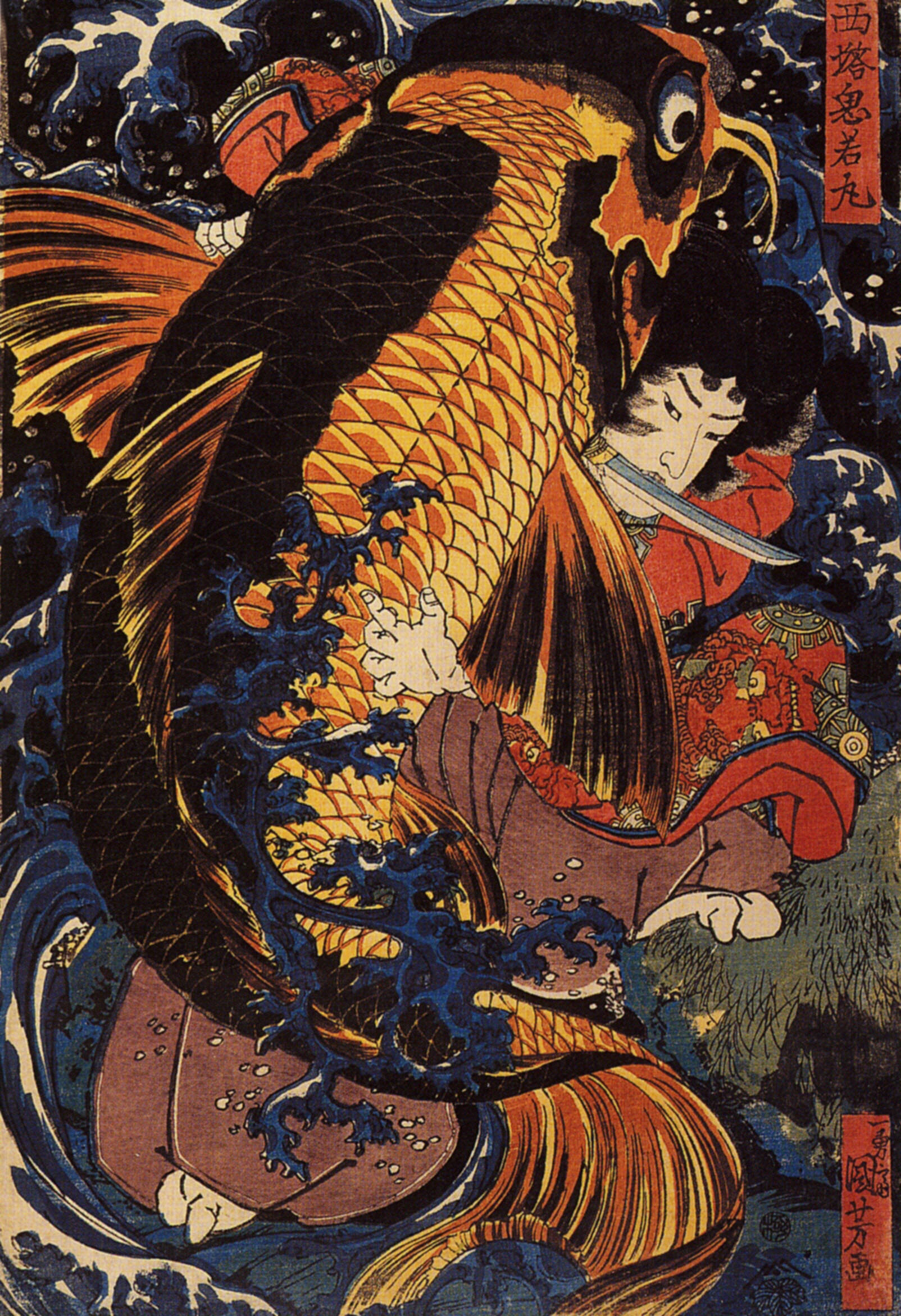
سايتو أونيواكامارو من الرسمأوتاغاوا كونيوشي يقاتل سمكة شبوط عملاقة عند شلال بيشمون، القرن التاسع عشر

### في الأدب والسينما

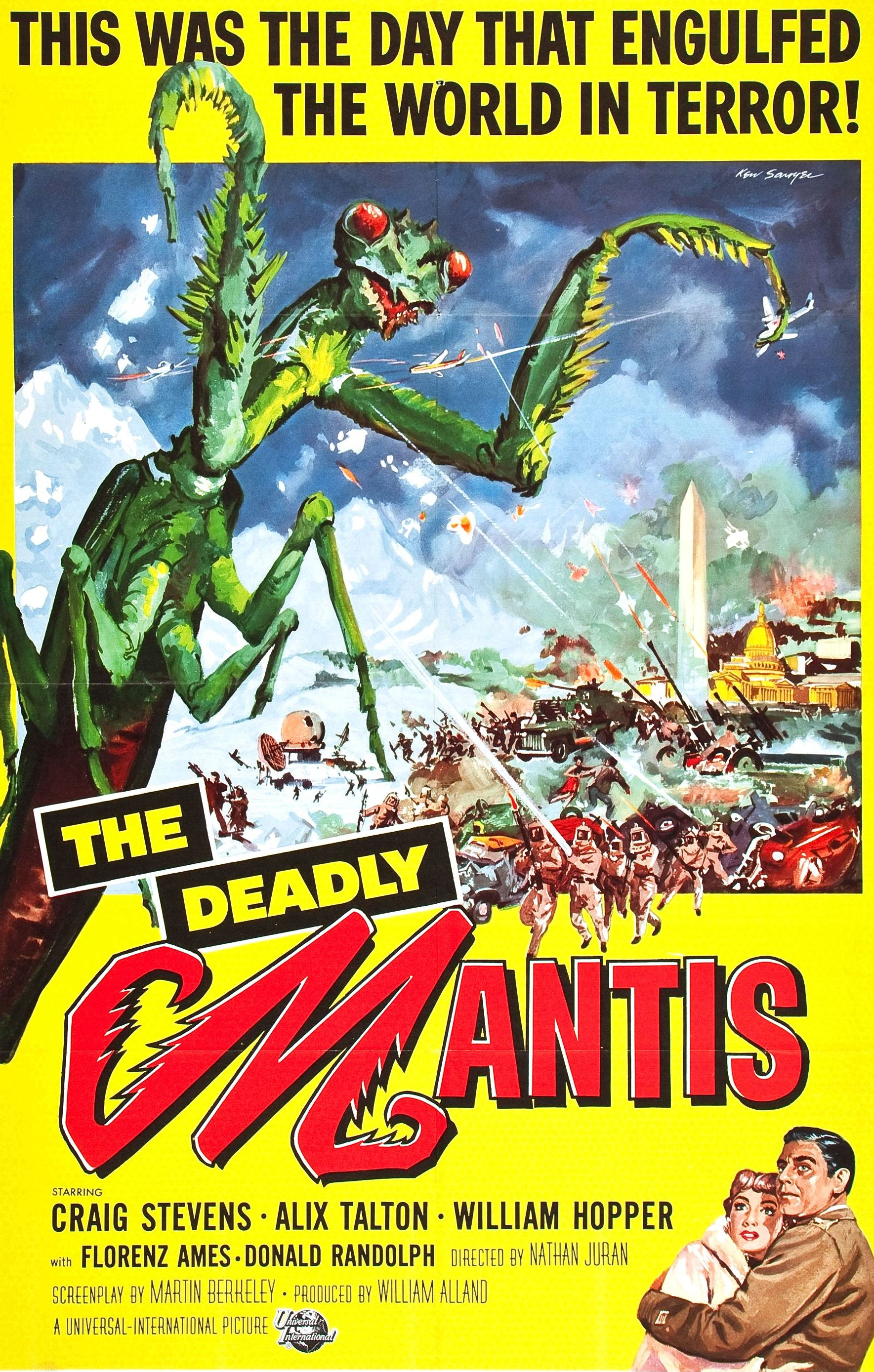
ملصق فيلم السرعوف القاتلةThe Deadly Mantis، 1957

الحيوانات المتنوعة مثل النحل، الخنافس، الفئران، الثعالب، التماسيح، والأفيال تؤدي مجموعة واسعة من الأدوار في الأدب والسينما، من حكايات إيسوب في العصر الكلاسيكي إلى قصص الكاتب والشاعر الإنجليزي روديارد كيبلينج " فقط هكذا القصص Just So Stories " والكتب الصغيرة للكاتبة الإنجليزية " بياتريكس بوتر" بدءًا من حكاية بيتر الأرنب عام 1901.
أفلام الحشرات الكبيرة، هي نوعية من الأفلام كان تعتمد على حشرات ضخمة، بما في ذلك الفيلم الرائد !Them عام 1954.، والذي يظهرنملًا عملاقًا تحور بسبب الإشعاع، وهناك أيضًا أفلام عام 1957 السرعوف القاتلة The Deadly Mantis و بداية النهايةBeginning of the End، وهذا الأخير تم بالجراد العملاق والمؤثرات الخاصة "الفظيعة".
ظهرت الطيور من آن لآخر في الأفلام، كما في فيلم الطيور للمخرج ألفريد هتشكوك عام 1963م، والذي اعتمد وبشكل موسع على قصة تحمل نفس الاسم للكاتبة دافني دو مورييه، والتي تحكي قصة هجمات مفاجئة على البشر من قبل أسراب عنيفة من الطيور., يروي فيلم Kes الذي نال إعجاب المخرج كين لوتش عام 1969، والمأخوذ من رواية للكاتب البريطاني باري هاينز عام 1968 بعنوان A Kestrel for a Knave، يحكي قصة صبي يبلغ سن الرشد من خلال تدريب صقر.

### في ألعاب الفيديو
تتميز الحيوانات بالعديد من الأدوار المختلفة في ألعاب الفيديو، بداية من الشخصيات غير القابلة للعب في الخلفية والأعداء الأساسيين لبطل اللعبة، كما هو الحال في لعبة Stray لعام 2022. وتعد الحيوانات ذات أهمية بالغة  لإنشاء بيئة لعبة فيديو قابلة للتصديق. ألعاب الفيديو للحيوانات الأليفة الافتراضية، مثل سلسلة نينتندوغز Nintendogs ولعبة الهاتف المحمول نيكو اتسوميNeko Atsume، هي نوع شائع من الألعاب حيث تقوم بالأعتناء بحيوان أليف خيالي، والذي عادةً ما يكون كلب أو قطة. وفي عام 2019، ظهر حساب على تويتر يحمل اسم "هل يمكنك مداعبة الكلب؟" تم إنشاؤه لتوثيق ما إذا كان من الممكن مداعبة الشخصيات غير القابلة للعب من الكلاب والقطط في اللعبة.

### في الأساطير والدين

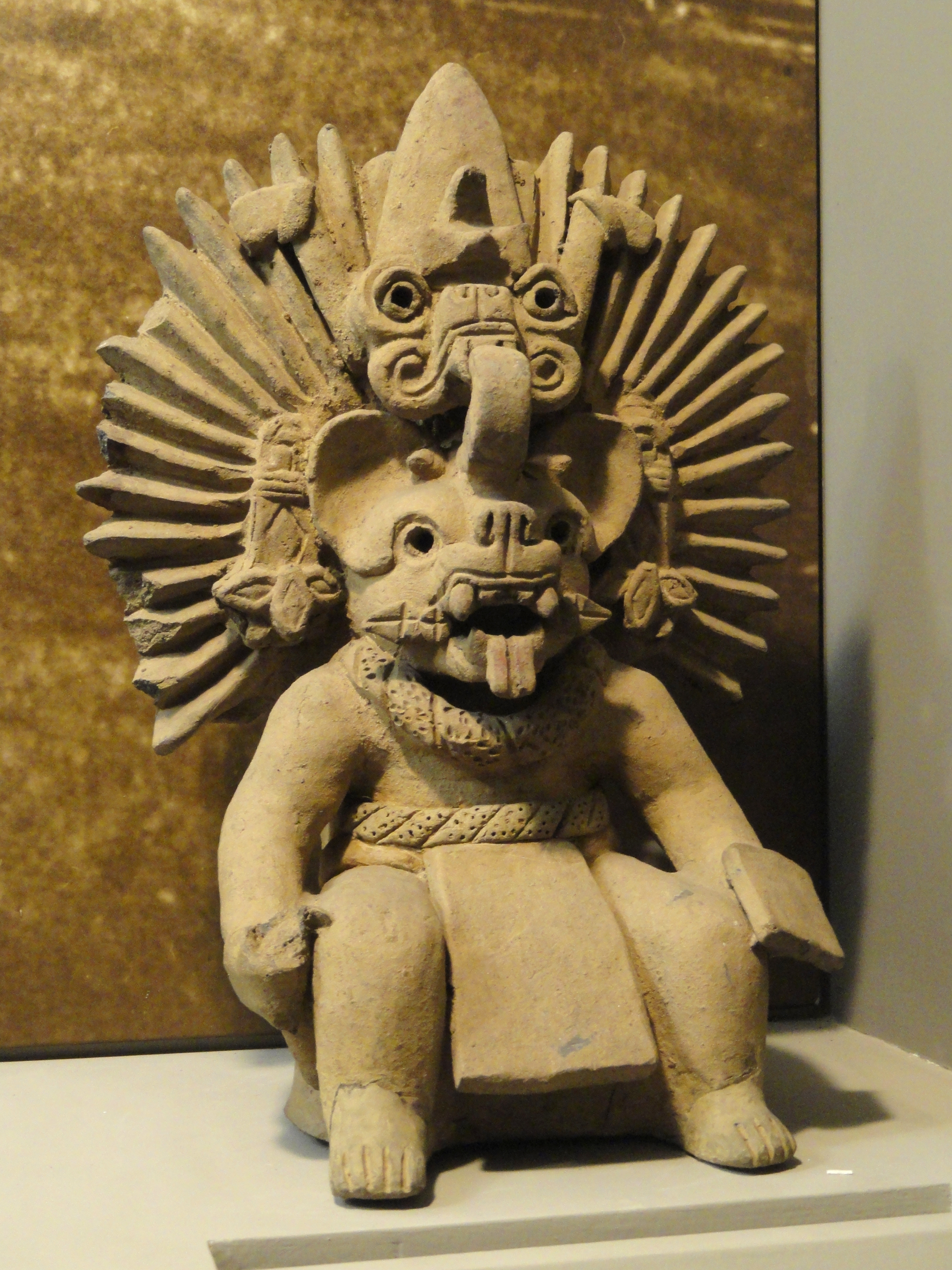
إله الخفافيش زابوتيك، أواكساكا، 350-500 م

الحيوانات بما في ذلك العديد من الحشرات والثدييات تظهرفي الأساطير والدين.
ومن بين الحشرات، في كل من اليابان وأوروبا، منذ اليونان القديمة وروما، كان يُنظر إلى الفراشة على أنها تجسيد لروح البشر، سواء أثناء حياتهم أو بعد مماتهم. كما كانت خنفساء الجعران مقدسة في مصر القديمة، بينما كانت حشرة (فرس النبي) ينظر إليها بوصفها إلهًا في تقاليد خوي وسان في جنوب إفريقيا في وضعية الصلاة الخاصة بهم.
والثدييات من قبيل: الماشية، الغزلان، الخيول، الأسود، الخفافيش، الدببة، والذئاب(بما في ذلك المستئذبين)، كانت موضوعات للأسطورة، والعبادة. الزواحف أيضًا مثل التماسيح، كانت تعبد بوصفها آلهة في بعض الثقافات بما في ذلك مصر القديمة والهندوسية.
من بين علامات الأبراج الاثني عشر في دائرة البروج الغربية، ستة منها عبارة عن أسماء حيوانات، وهي الحمل ( الكبش )، الثور ( الثور )، السرطان ( السلطعون )، الأسد ( الأسد )، العقرب ( العقرب )، والحوت ( السمكة )، في حين أن اثنين آخرين وهما: القوس (الحصان/الإنسان)، والجدي (السمكة/الماعز) عبارة عن حيوانات هجينة؛ المسمى دائرة البروج يعني في الواقع دائرة من الحيوانات. ومن ناحية أخري جميع الأبراج الاثني عشر في الأبراج الصينية هي عبارة عن حيوانات.
في المسيحية، يحتوى الكتاب المقدس على مجموعة متنوعة من الرموز الحيوانية، الحمل هو لقب مشهور ليسوع. وفي العهد الجديد تحتوي أناجيل مرقس ولوقا ويوحنا على رموز حيوانية: "مرقس أسد ولوقا ثور ويوحنا نسر ".